# Lijst van Mechelaars
Deze lijst van Mechelaars betreft bekende personen die in de Belgische stad Mechelen zijn geboren.

## Adel
- Frans Emmanuel van Ertborn (1716-1791), baron
- Jean-Ernest-Guîlain-Xavier Coloma (1747–1825), baron
- Jan Karel de Nelis (27 oktober 1748 - 7 februari 1834), heer van Swyveghem & Terbeek, ridder
- Melchior Joseph François Ghislain Goubau d'Hovorst (1757 –1836)
- Charles Augustin Jean du Trieu de Terdonck (1790-1861)
- Jean Henri Emmanuel Joseph de Perceval (1786-1842)
- Jan I ridder van Robbroek (1346)
- Jan II ridder van Robbroek (1381)
- Hendrik I ridder van Robbroek (1318)
- Hendrik II ridder van Robbroek (1432)
- Corneille Vincent Joseph Ghislain Neeffs (1808-1879)
- Dunstan Isidore Marie Jeanne Louisde l'Escaille (1853-1922)
- Joseph Jean Marie Stanislasde l'Escaille (1858-1934)

## Clerici
- Joos de Rijcke (1498-1578), missionaris in Ecuador en geschiedschrijver
- Pieter Damant (1530-1609), bisschop van Gent
- Matthias Hovius (1542-1620), aartsbisschop van Mechelen
- Pierre Corneille Van Geel (1796-1838), priester, botanicus, orangist
- Victor Scheppers (1802-1877), stichter van de Broeders van Onze-Lieve-Vrouw van Barmhartigheid

## Kunstenaars
- Michiel Coxie (1499-1592), kunstschilder
- Mayken Verhulst (1518-1599), miniatuurschilder
- Philippus de Monte (1521-1603), componist
- Chrispijn van den Broeck (1523-c.1591), kunstschilder, tekenaar, ontwerper
- Jan Snellinck (1548-1638), kunstschilder en kunstverzamelaar
- David Vinckboons (1576-1639), kunstschilder
- Peter Franchoys (1606-1654), kunstschilder
- Jan Coxie (1629-1670), kunstschilder
- Hendrik Herregouts (1633-1704), kunstschilder
- Nicolaas van der Veken (1637-1709), beeldhouwer
- Rombout Faydherbe (1647-1674?), kunstschilder
- Frans Langhemans (1661-1720), beeldhouwer
- Theodoor Verhaegen (1700-1759), beeldhouwer
- Louis van Beethoven (1712-1773),  zanger, dirigent, kapelmeester en grootvader van Ludwig van Beethoven
- Jean-Louis van Geel (1787-1852), beeldhouwer
- Louis Royer (1793-1868), beeldhouwer
- Jozef Jan Tuerlinckx (1809-1873), beeldhouwer en kunstdocent
- Jan Arnold Antoon Tuerlinckx (1753-1827), muziekinstrumentenbouwer
- Corneel Jan Jozef Tuerlinckx (1783-1855), componist en dirigent
- Gustaaf Van Hoey (1835–1913), componist, organist en directeur van het Mechels conservatorium
- Jef Denyn (1862-1941), beiaardier
- Theodoor Verschaeren (1874-1937), kunstschilder en graficus
- Theo Blickx (1875-1963), kunstenaar
- Ernest Wijnants (1878-1964), kunstenaar
- Henri Van Perck (1869-1951), beeldhouwer
- Jules Bernaerts (1882-1957), beeldhouwer
- Rik Wouters (1882-1916), kunstschilder en beeldhouwer
- Pieter-Bernard Vanhumbeeck (1888-1965), beeldhouwer
- Hubert Wolfs (1899-1937), kunstschilder
- Albert van Hoogenbemt (1900–1964) romanschrijver, essayist en journalist
- Staf Nees (1901-1965), beiaardier, componist en organist
- Jef Contryn (1902-1991), poppenspeler
- Gaston Feremans (1907-1964), componist, zanger, dirigent en organist
- Henry Bauchau (1913-2012), Franstalig schrijver
- Frans Van Isacker (1920-2000), auteur
- Charles Frison (1921-2010), componist, muziekpedagoog, militaire kapelmeester en klarinettist
- Peter Cabus (1923-2000),  componist en muziekpedagoog
- Jef van Tuerenhout (1926-2006), kunstschilder, beeldhouwer, keramist, graveur en juwelenontwerper
- Jan Segers (1929-2024), componist, muziekpedagoog, militaire kapelmeester, dirigent, klarinettist, saxofonist en muziekredacteur
- Willy Meysmans (1930-2024), beeldhouwer
- Jean-Pierre Tuerlinckx (1932-2004), beeldend kunstenaar
- Raymond Schroyens (1933-2021), klavecinist, componist
- Vic Nees  (1936-2013), componist en koordirigent
- Karel Verleyen (1938-2006), schrijver
- Lucienne Van Deyck (1940), mezzosopraan
- Francis Verdoodt (1941-2018), dichter en voordrachtskunstenaar
- Franz Marijnen (1943-2022), toneelregisseur
- Herman de Coninck (1944-1997), dichter en schrijver
- André Sollie (1947-2025), auteur en illustrator
- Bert De Coninck (1949-2024), zanger en gitarist
- Jean Hellemans (1949), kunstschilder
- Robert Groslot (1951), pianist, dirigent en componist
- Kaat Tilley (1959-2012), modeontwerpster
- Tom Kestens (1974), muzikant en componist
- Robrecht Heyvaert (1987), cinematograaf

## Mediafiguren
- Jenny Van Santvoort (1899-1983), actrice
- Frans Van den Brande (1912-1993), acteur
- Jo Leemans (1927), zangeres en presentatrice
- Denise De Weerdt (1928-2020), actrice
- Kor Van der Goten (1931-1983), zanger
- Paula Sleyp (1931-2019), actrice
- Elvire De Prez (1939-2021), actrice en presentatrice
- Walter Moeremans (1940), acteur
- Manu Verreth (1940-2009), theatermaker en acteur (tweelingbroer van René)
- René Verreth (1940), theatermaker en acteur (tweelingbroer van Manu)
- Tuur De Weert (1943), acteur
- Walter Smits (1947), acteur
- Gilda De Bal (1950), actrice
- Chris Joris (1951), jazzmuzikant
- Camilia Blereau (1952), actrice
- Carry Goossens (1953), acteur
- Ronald Van Rillaer (1953-2023), cabaretier en acteur
- Mark Uytterhoeven (1957), televisiemaker
- Frank Deboosere (1958), weerman (VRT)
- Pat Donnez (1958), radiopresentator
- Yves Desmet (1959), journalist
- Günther Neefs (1965), zanger
- Frank Vaganée (1966), jazzmuzikant
- Dirk Tuypens (1966), acteur en politicus
- Pepijn Caudron (1975), acteur
- Véronique Leysen (1986), actrice

## Politici
- Alexandre François Ghislain burggraaf van der Fosse (1769-1840), magistraat en provinciegouverneur in de Franse tijd en in het Verenigd Koninkrijk der Nederlanden
- Hyacinthe Charles Guillaume Ghislain van der Fosse (1770-1834), burgemeester van Brussel en gouverneur in drie Nederlandse provincies
- Jean de Perceval (1786-1842), eigenaar-rentenier, liberaal burgemeester, provincieraadslid en volksvertegenwoordiger
- Armand de Perceval (1818-1869), directeur van het Journal de Malines, maar tevens ambassadesecretaris te Parijs, Mechels gemeenteraadslid en parlementariër
- Edouard De Cocq (1852-1909), advocaat, katholiek burgemeester, provincieraadslid en volksvertegenwoordiger
- Karel Dessain (1871-1944), drukker-uitgever, katholiek burgemeester en senator
- Hendrik Marck (1883-1957), politicus, syndicalist, advocaat
- Oscar Vankesbeeck (1886-1943), advocaat, liberaal volksvertegenwoordiger, voorzitter KBVB en schepen van Onderwijs
- Antoon Spinoy (1906-1967), BSP-politicus
- Georges Joris (1921-2022), politicus; burgemeester van Mechelen 1986-1988
- Herman Candries (1932-2025), politicus
- Jef Turf (1932-2022), KPB-politicus (links flamingant)
- Luc Van den Brande (1945), politicus en minister-president van Vlaanderen (1992 tot 1999)
- Jacques Morrens (1948-2014), politicus
- Bart Somers (1964), politicus en minister-president van Vlaanderen (2003-2004), burgemeester van Mechelen (sinds 2001)
- Guido Vaganée (1967), politicus

## Sportfiguren
- Oscar Vankesbeeck (1886-1943), voetballer en voorzitter bij KRC Mechelen, voorzitter KBVB
- Gerard Bosch van Drakestein (1887-1972), Nederlands wielrenner
- Jozef Langenus (1898-1987), atleet
- Jan Linsen (1903-1960), atleet
- Bert De Cleyn (1917–1990), voetballer
- Victor Lemberechts (1924–1992), voetballer
- Rik De Saedeleer (1924-2013), voetballer bij Racing Mechelen en tv-presentator
- Alfred Langenus (1929-2005), atleet
- Rik Verbrugghe (1929-2009), kajakker
- Jean Callaerts (1932), wielrenner
- Victoire Van Nuffel (1937), wielrenster
- Jan Wauters (1939-2010), sportverslaggever
- Marvin Ogunjimi (1987), voetballer
- Olivier Cauwenbergh (1987), kajakker
- Steven Defour (1988), voetballer
- Sofie Daelemans (1991), atlete
- Mike De Decker (1995), darter
- Emmanuel Matuta (2002), voetballer

## Wetenschappers
- Hendrik Bate van Mechelen (1246-na 1310), astronoom en astroloog
- Rembert Dodoens (1517 of 1518-1585), plantkundige en arts
- Jan Frans Michel (1697-1773), wetenschappelijk onderzoeker en schrijver
- Bartholomeus Gyseleers-Thys (1761-1843), historicus, genealoog en eerste stadsarchivaris
- Pierre Joseph Van Beneden (1809-1894), paleontoloog en zoöloog
- Emile Danco (1869-1898), geofysisch onderzoeker en ontdekkingsreiziger
- Frans Antoon Berlemont (1917-1980), micro-historicus
- Herman Verdin (1925-2011), classicus en radio- en televisiemaker
- Raphaël De Smedt (1941-2013), bibliothecaris en historicus
- Johan Tollebeek (1960), historicus

## Andere
- Johan van der Veeken (1549-1616), vermogende reder, koopman, bankier en mede-oprichter en eerste bewindhebber van De Kamer van de VOC in Rotterdam
- Piet Bessem (1892-1964), bestuurder van het Vlaams Economisch Verbond
- familie Keldermans (15e-16e eeuw), bouwmeestersgeslacht
- Luc Famaey (1940), oprichter en bezieler van het platenlabel Phaedra
- Marie Thérèse Ablaÿ (1844-1923), seriemoordenares